# Ольга Шоберова
Ольга Шоберова (Олінка Берова) (15 березня 1943, Прага) — чехословацька та італійська акторка.

## Біографія
Народилася 15 березня 1943 року в Празі, протекторат Богемія і Моравія (нині Чехія).
В кіно — з 1963 року, дебютувала в комедії «Було нас десять».
Виконала яскраві ролі в комедійних фільмах-пародіях відомих чеських режисерів Олдржиха Липського («Лимонадний Джо», 1964, «Адель ще не вечеряла», 1977) і Вацлава Ворлічека («Хто хоче вбити Джессі», 1966, «Пане, ви вдова», 1970).
Знімалася в США, ФРН, Франції. У 1968—1972 роках знімалася в Італії під псевдонімом Олінка Берова.
Також знімалася для журналу «Playboy».
Живе в Лос-Анджелесі, США.

### Особисте життя
- З 1967 по 1969 роки була одружена з Бредом Харрісом[4] (англ. Brad Harris), у 1969 році у них народилася дочка.
- З 1972 по 1992 роки була одружена з Джоном Каллі[5] (англ. John Calley).

## Фільмографія
- 1964 — Ікар-1 (Чехословаччина)
- 1964 — Хроніка блазня (Чехословаччина)
- 1964 — Лимонадний Джо (Чехословаччина, головна роль)
- 1966 — Хто хоче вбити Джессі? (Чехословаччина, головна роль)
- 1966 — Панянки прийдуть пізніше (Чехословаччина)
- 1967 — 25-й час (Італія, Франція, Югославія)
- 1970 — Езоп (Чехословаччина)
- 1970 — Пане, ви вдова (Чехословаччина)
- 1977 — Адела ще не вечеряла (Чехословаччина)